# El desentierro
El desentierro es una película coproducción de España y Argentina dirigida por Nacho Ruipérez y protagonizada por Michel Noher, Leonardo Sbaraglia y Jan Cornet. Fue estrenada el 10 de noviembre de 2018.

## Sinopsis
La aparición de una albanesa en un pueblo provoca que Jordi, llegado de Argentina para asistir al entierro de un importante Conseller, dispara la investigación del pasado de su padre Pau y al que todo el mundo da por muerto. Lo ayuda su primo Diego, un escritor errante que vive retirado. Juntos emprenderán a contrarreloj la búsqueda de Pau.

## Reparto
- Michel Noher como Jordi
- Leonardo Sbaraglia como Pau
- Jan Cornet como Diego
- Jelena Jovanova como Vera
- Nesrin Cavadzade como Tirana
- Arben Bajraktaraj como Vincent
- Cristina Fernández Pintado como Inspectora
- Francesc Garrido como German Torres
- Sanghmitra Hitaishi como Nahid
- Anna Ivic como Yelena
- Bianca Kovacs como Vanessa
- Juanma Mallen
- Florin Opritescu como Leandro
- Raúl Prieto como Richi
- Jordi Rebellón como Félix
- Isabel Requena
- Valeria Schoneveld como Vera Niña
- Ana Torrent como Dora